# 泰基爾吉奧爾湖
44°2′30″N 28°38′00″E / 44.04167°N 28.63333°E

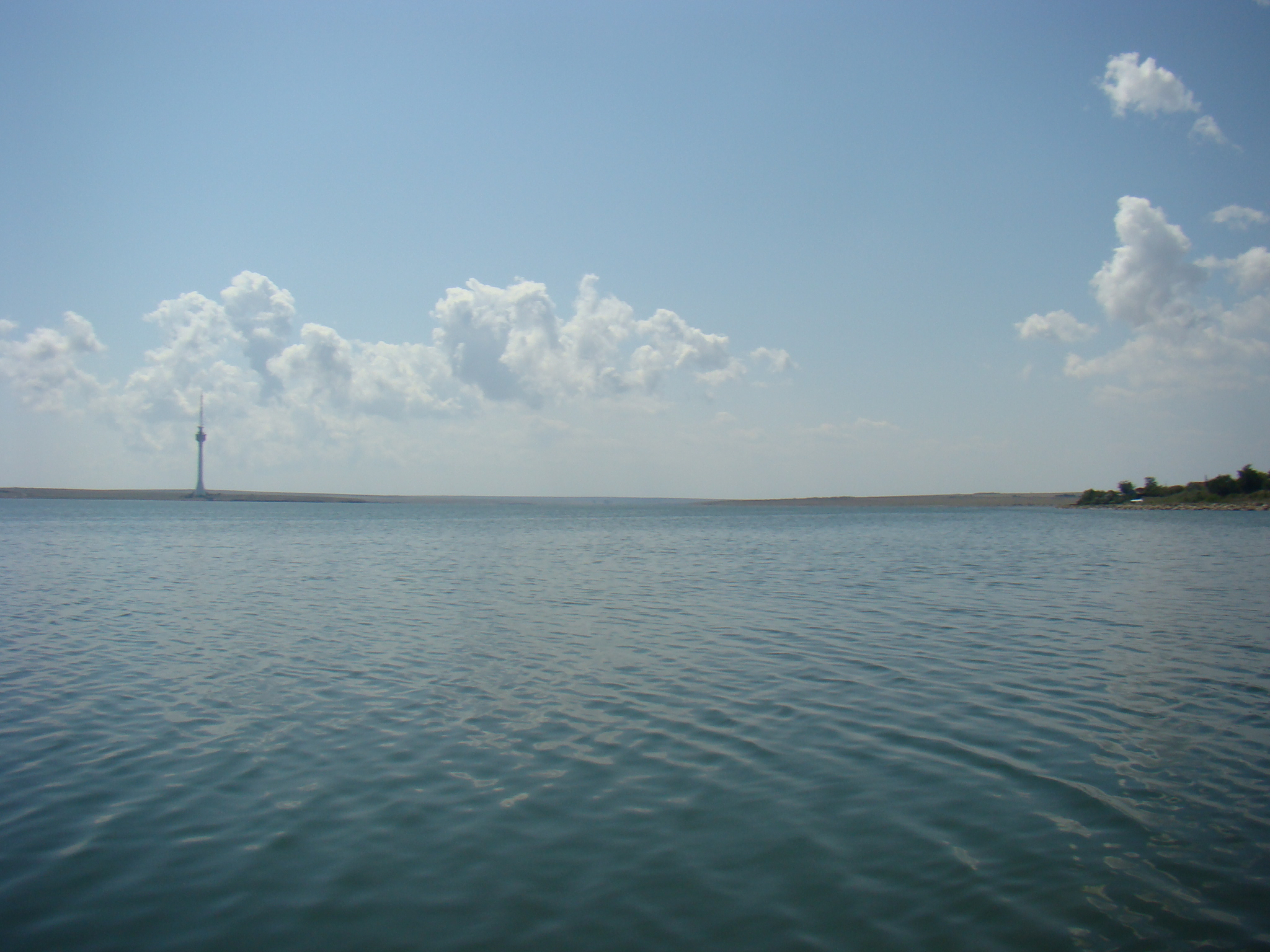
泰基爾吉奧爾湖

泰基爾吉奧爾湖（羅馬尼亞語：Lacul Techirghiol）是羅馬尼亞的湖泊，位於該國東南部黑海西岸，距離康斯坦察12公里，由康斯坦察縣負責管轄，面積10.68平方公里，最大水深9米。

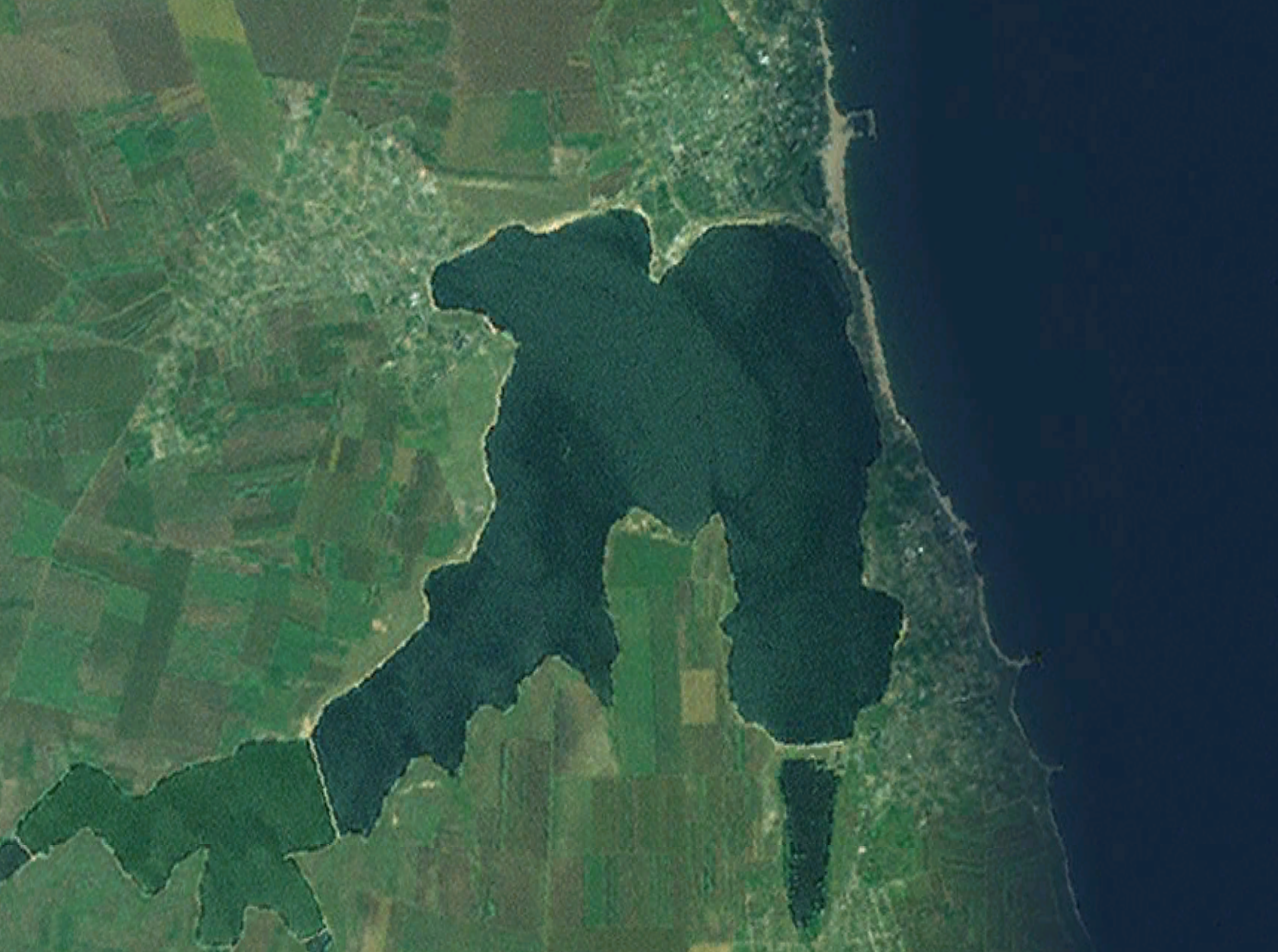
衛星圖

## 外部連結
- Techirghiol site （页面存档备份，存于）
- Balneotherapy